# Support Lesbiens
Support Lesbiens je česká rocková hudební skupina zpívající převážně anglicky.

## Historie
Skupina vznikla roku 1992. Dostala se do semifinále soutěže Marlboro Rock-in a získala smlouvu u Sony Music. Skupina se rozpadla v roce 1996, ale o čtyři roky později se zase sešla.
V roce 2001 vyšla deska Regeneration?, která znamenala průlom v posluchačské oblibě. Singl Bet my soul začaly hrát rozhlasové stanice v nejvyšších frekvencích. Na úspěch této desky navázalo album Tune Da Radio, které dosáhlo na platinovou desku a definitivně ji zařadilo mezi nejpopulárnější české hudební skupiny. Nejpopulárnější skladba z této desky, In Da Yard, se stala předmětem sporů skupiny se zpěvákem Janem Kalouskem. Soud v roce 2008 rozhodl, že motiv této písně je (patrně nevědomky) okopírován ze starší Kalouskovy písně Chodím ulicí.
V březnu 2003 získala dvě hlavní ocenění Anděl od České hudební akademie za nejlepší album roku 2002 a kapelu roku 2002. V roce 2003 ze skupiny odchází kytarista Jaromír „Yarda“ Helešic, kterého nahradil René Rypar. Oficiálními členy kapely se stali i Jan Daliba a Tomáš Novák.
Koncem roku 2004 se díky singlu Cliché stala první českou anglicky zpívající hudební skupinou, jejíž singl se umístil na prvním místě oficiální rozhlasové hitparády IFPI. Videoklip k písni Cliché, ve kterém vystupují například i herci Jan Budař nebo Josef Vinklář, bodoval a posléze vyhrál hitparádu World Chart Expres na MTV a zároveň se Support Lesbiens stali Artist Of The Week televizní hudební stanice MTV.
V říjnu 2005 vyšla reedice dvou nejstarších alb skupiny – So What? a Medicine Man. Řadové CD vydala skupina 25. září 2006 pod názvem Euphony and Other Adventures. V roce 2007 vydali desku GREATEST HITS 1993 - 2007, která obsahuje nejúspěšnější písně z předchozích alb. V roce 2008 vyšlo studiové album Lick It s jedenácti novými skladbami, dvanáctou bonusovou skladbou je remix staršího hitu Sweet Little Something. Před nahráváním alba se do kapely na krátkou dobu vrátil jeden z původních členů kapely, bubeník Svatopluk Čech, avšak krátce po natočení alba a odjetém turné z kapely opět odešel.
Na konci roku 2012 od skupiny odešel zpěvák Kryštof Michal a další tři ze čtyř členů kapely, Jan Daliba, René Rypar a Zbyněk Raušer, kteří založili novou hudební skupinu Portless. Důvodem pro jejich odchod byly vnitřní spory ve skupině, které vyvrcholily neoprávněným převedením značky Support Lesbiens kytaristou Hynkem Tomanem, spoluvlastníkem firmy Support Lesbiens s.r.o. Ten byl také v roce 2016 soudem uznán vinným ze zpronevěry, že na sebe převedl ochrannou známku se jménem kapely, přestože na to neměl právo. Odsouzen byl k peněžitému trestu 60 000 Kč. Na základě rozhodnutí Městského soudu v Praze z roku 2015 ale značka Support Lesbiens zůstala i nadále ve vlastnictví Tomana, neboť Michalovu žalobu zamítl.
V květnu 2013 vydala kapela v nové sestavě nový singl „Changes“, který byl předzvěstí nového alba, které kapela oficiálně ohlásila na podzim roku 2013. Album Leave a Message vyšlo 29. října 2013.
V září roku 2017 odešel zpěvák Czenda Urbánek a na jeho místo přišel Dušan Marko spolu s novým baskytaristou Markem Marianem Leždíkem.

### Členové kapely

#### 2017
- Dušan Marko „Marco“ (zpěv)
- Hynek Toman (kytara)
- Filip Fendrych (kytara)
- Marek Marian Leždík (baskytara)
- Radek Tomášek (bicí)

#### 2013
- Czenda Urbánek (zpěv)
- Hynek Toman (kytara)
- Jan Andr (keyboard)
- Filip Fendrych (baskytara)
- Radek Tomášek (bicí)

## Diskografie
- So, What? (1993)
- Medicine Man (1994)
- Regeneration? (2001)
- Tune Da Radio (2002)
- Midlife (2004)
- Euphony and Other Adventures (2006)
- Greatest Hits 1993 - 2007 (2007)
- Lick It (2008)
- Soft Collection (2009)
- Homobot (2011)
- Changes (2013) – singl
- Leave A Message (2013)
- G2 Acoustic Stage (2015)
- K.I.D. (2015)
- Glow (2018)
- White Lines (2020)
- Anytime Anywhere (2023)
- Sugarfire (2024)